# Ноа Глас
Ноа Глас (енгл. Noah Glass) је амерички технолошки предузетник, најпознатији по свом раду на покретању Твитера и Одеа, компаније за подкаст која је затворена 2017. Глас је заслужан за стварање имена Твитер, првобитно „Твтр”.

## Каријера
Након што је напустио компанију Industrial Light & Magic, Глас је радио на неколико пројеката са Марком Кантером, оснивачем MacroMind који је касније постао Macromedia. Касније је развио апликацију која је омогућила кориснику да унесе подкаст унос са удаљене локације мобилног телефона. Његов AudBlog је на крају прерастао у партнерство са Evan Williams, са Blogger. 
Током 2006. године, док је радио са Одеом, Глас је допринео стварању и развоју основне идеје стварања Твитера. Заслужан је за стварање имена, првобитно „Твтр”. У књизи, Hatching Twitter аутора Ника Билтона, Гласу се приписује признање суоснивача Твитера који је допринео реализацији идеје и дизајнирања неке од њених основних карактеристика.